# Ivory Expeditions
| Recensione | Giudizio |
| ---------- | -------- |
| AllMusic   |          |

Ivory Expeditions è il secondo album solista del tastierista statunitense Tom Coster, pubblicato dalla casa discografica Fantasy Records nel 1983.

## Tracce

### LP
Lato A
1. Zulu Queen – 5:16 (musica: Tom Coster)
2. Caravan – 1:22 (musica: Tom Coster, Phil Kaffel)
3. Gigu – 5:48 (musica: Tom Coster)
4. Till We Meet Again – 4:57 (musica: Tom Coster)
5. Caught in the Act – 6:05 (musica: Walter Afanasieff)

Lato B
1. Ivory Expeditions – 5:47 (musica: Tom Coster)
2. Monkey See Monkey Do – 1:51 (musica: Tom Coster, Phil Kaffel)
3. I Give You My Love – 5:31 (musica: Tom Coster)
4. Sacrifice at Dawn – 6:27 (musica: Steve Smith, Jeff Richman, Randy Jackson)
5. Journey's End – 3:43 (musica: Tom Coster, Phil Kaffel)

## Formazione
- Tom Coster – tastiere, arrangiamenti (strumenti a corda)
- Tom Coster – sintetizzatore moog invader (primo assolo in: "Zulu Queen" / "Gigu" / "Caught in the Act" e "Ivory Expeditions") e "Journey's End")
- Tom Coster – minimoog ("Journey's End")
- Walter Afanasieff – tastiere aggiuntive, arrangiamenti (strumenti a corda)
- Joaquin Lievano – chitarra (secondo assolo in: "Zulu Queen" e "Caught in the Act")
- Randy Jackson – basso
- Steve Smith – batteria

Ospiti
- Raul Rekow – congas, percussioni (effetti)
- Oreste Vilato – timbales, campanaccio, agogô, percussioni (effetti)
- Tom Coster, Jr. – tastiere ("Ivory Expeditions")
- Phil Kaffel – rhythm machine e effetti sonori ("Caravan" / "Monkey See Monkey Do" e "Journey's End")

Note aggiuntive
- Tom Coster e Phil Kaffel – produttore
- Registrazioni, mixaggi e masterizzazioni effettuate al "Fantasy Studios" di Berkeley (California)
- Phil Kaffel – ingegnere delle registrazioni e del mixaggio
- Phil Carroll – art direction copertina album
- Jamie Putnam e Phil Carroll – design copertina album
- Phil Bray – foto copertina album [2]